# Vanesa García Paula
Vanesa García (Melilla, 28 de febrero de 1983) es una exfutbolista española que jugaba de defensa. Desarrolló su carrera principalmente en el Puebla y el Atlético de Madrid, equipo en el que fue capitana y con el que ganó una Copa de la Reina. Se retiró en 2016. Tras la profesionalización de la liga en la temporada 2022-23 ejerce como directora de partido.

## Trayectoria
Empezó a jugar en el C. D. Gimnástico Melilla y Drácena Melilla, en su ciudad natal. Luego pasó al C. D. Nueva Ciudad en Mérida. En el año 2003 pasó a jugar en el Puebla de la Superliga. En el equipo extremeño estuvo cinco temporadas y acabó en la zona alta de la liga, clasificándose siempre para disputar la Copa de la Reina, con la que llegó a la final en 2005. 
En verano de 2008, debido a la deuda acumulada en el club, se fusionó con el  A. D. Las Mercedes para formar el Extremadura FCF, y Vane García dejó el equipo, fichando por el Atlético de Madrid.
En su primera temporada coincidió con Antonio Contreras, con el que ya trabajó en su etapa en el Puebla. Vane García se afianzó como titular en el centro de la defensa. Durante sus primeras temporadas en el equipo quedaron en la zona media-alta de la clasificación y Vane García se erigió como líder del vestuario y fue elegida capitana del equipo.
Fue elegida mejor deportista de Melilla en 2012. Esa temporada se llegó a la recta final del campeonato liguero con opciones de levantar el título, lo que llevó a multiplicar el número de aficionados que acudieron a presenciar los últimos partidos de liga. Al final el equipo terminó tercero, su mejor posición histórica hasta la fecha. Vane García dejó el club al finalizar la temporada.
En 2013 fichó por el Rayo Vallecano. Acabaron cuartas en liga, y tras eliminar al Atlético de Madrid en la tanda de penaltis, cayeron ante el F. C. Barcelona en las semifinales de Copa. Al final de dicha temporada el presidente del Rayo Vallecano, Raúl Martín Presa decidió no destinar más dinero a la sección femenina del club y Vane García salió del club.
Regresó al Atlético de Madrid la siguiente temporada. donde logró el subcampeonato y su primera clasificación para la Liga de Campeones el 26 de abril de 2015 al vencer al Sant Gabriel por 3-1. En la Copa de la Reina, que se celebró en su ciudad natal, Melilla, cayeron en la tanda de penaltis ante el Sporting de Huelva en la semifinal.
En la temporada 2015-16 debutó en la Liga de Campeones. El equipo descendió un peldaño y quedó tercero en la Liga pero ganó la Copa de la Reina. Vane García venía arrastrando un edema óseo en su tobillo derecho y al finalizar la temporada anunció su retirada tras siete temporadas en el club rojiblanco y cerca de 200 partidos disputados.
Tras su retirada siguió vinculada al fútbol como delegada de la selección femenina madrileña sub-17 y jugando al fútbol playa tanto en la selección de Melilla y al fútbol 7 en la Liga Madrid Río. En la temporada 2022-23 se incorporó a la Liga F como directora de partido.

## Selección
El 27 de octubre de 1999 jugó con la selección sub-18 un partido de clasificación para el Campeonato Europeo ante Eslovaquia.

## Estadísticas

### Clubes
| Club                        | Div.          | Temporada     | Liga  | Liga  | Liga   | Copas nacionales | Copas nacionales | Copas nacionales | Copas internacionales | Copas internacionales | Copas internacionales | Total | Total | Total  | Media goleadora |
| Club                        | Div.          | Temporada     | Part. | Goles | Asist. | Part.            | Goles            | Asist.           | Part.                 | Goles                 | Asist.                | Part. | Goles | Asist. | Media goleadora |
| --------------------------- | ------------- | ------------- | ----- | ----- | ------ | ---------------- | ---------------- | ---------------- | --------------------- | --------------------- | --------------------- | ----- | ----- | ------ | --------------- |
| CFF Irex Puebla · España    |               |               |       |       |        |                  |                  |                  |                       |                       |                       |       |       |        |                 |
| 1.ª                         | 2003-04       |               |       |       |        |                  |                  | -                | -                     | -                     |                       |       |       |        |                 |
| 1.ª                         | 2004-05       | 19+           | 3+    |       | 3      | -                |                  | -                | -                     | -                     | 22+                   | 3+    |       | 0.14   |                 |
| 1.ª                         | 2005-06       | 20+           | 1+    |       | 2      | -                |                  | -                | -                     | -                     | 22+                   | 1+    |       | 0.07   |                 |
| 1.ª                         | 2006-07       | 24+           |       |       | 2      | -                |                  | -                | -                     | -                     | 26+                   |       |       |        |                 |
| 1.ª                         | 2007-08       | 25+           |       |       | 2      | -                |                  | -                | -                     | -                     | 27+                   |       |       |        |                 |
| Total club                  | Total club    | 88+           | 4+    |       | 9      | -                |                  | -                | -                     | -                     | 97+                   | 4+    |       | 0.04   |                 |
| Atlético de Madrid · España |               |               |       |       |        |                  |                  |                  |                       |                       |                       |       |       |        |                 |
| 1.ª                         | 2008-09       | 28            | 2     |       | 2      | -                |                  | -                | -                     | -                     | 30                    | 2     |       | 0.07   |                 |
| 1.ª                         | 2009-10       | 23-25         | 2     |       | 2      | -                |                  | -                | -                     | -                     | 25-27                 | 2     |       | 0.08   |                 |
| 1.ª                         | 2010-11       | 25            | -     | 2+    | 5      | -                |                  | -                | -                     | -                     | 30                    | -     | 2+    |        |                 |
| 1.ª                         | 2011-12       | 28            | -     |       | -      | -                | -                | -                | -                     | -                     | 28                    | -     |       |        |                 |
| 1.ª                         | 2012-13       | 27            | -     |       | 3      | -                |                  | -                | -                     | -                     | 30                    | -     |       |        |                 |
| Rayo Vallecano · España     |               |               |       |       |        |                  |                  |                  |                       |                       |                       |       |       |        |                 |
| 1.ª                         | 2013-14       | 30            | 1     |       | 4      | -                |                  | -                | -                     | -                     | 34                    | 1     |       | 0.03   |                 |
| Total club                  | Total club    | 30            | 1     |       | 4      | -                |                  | -                | -                     | -                     | 34                    | 1     |       | 0.03   |                 |
| Atlético de Madrid · España |               |               |       |       |        |                  |                  |                  |                       |                       |                       |       |       |        |                 |
| 1.ª                         | 2014-15       | 27            | -     |       | 2      | -                | -                |                  |                       |                       | 29                    | -     |       |        |                 |
| 1.ª                         | 2015-16       | 18            | -     |       | 2      | -                | -                | 2                | -                     | -                     | 22                    | -     |       |        |                 |
| Total club                  | Total club    | 176-178       | 4     | 2+    | 16     | -                | -                | 2                | -                     | -                     | 194-196               | 4     | 2+    | 0.02   |                 |
| Total carrera               | Total carrera | Total carrera | 294+  | 9+    | 2+     | 29               | -                |                  | 2                     | -                     | -                     | 325+  | 9+    | 2+     | 0.03            |
| 1. 2. 3.                    |               |               |       |       |        |                  |                  |                  |                       |                       |                       |       |       |        |                 |

## Palmarés

### Campeonatos nacionales
| Título           | Club               | País   | Año  |
| ---------------- | ------------------ | ------ | ---- |
| Copa de la Reina | Atlético de Madrid | España | 2016 |

### Distinciones individuales
| Distinción                          | Año  |
| ----------------------------------- | ---- |
| Mejor deportista del año de Melilla | 2012 |